# Muir Beach
Muir Beach és una concentració de població designada pel cens dels Estats Units a l'estat de Califòrnia. Segons el cens del 2000 tenia 295 habitants.

## Demografia
Segons el cens del 2000, Muir Beach tenia 295 habitants, 131 habitatges, i 69 famílies. La densitat de població era de 232,4 habitants/km².
Dels 131 habitatges en un 19,1% hi vivien nens de menys de 18 anys, en un 45% hi vivien parelles casades, en un 5,3% dones solteres, i en un 46,6% no eren unitats familiars. En el 30,5% dels habitatges hi vivien persones soles el 7,6% de les quals corresponia a persones de 65 anys o més que vivien soles. El nombre mitjà de persones vivint en cada habitatge era de 2,22 i el nombre mitjà de persones que vivien en cada família era de 2,67.
Per edats la població es repartia de la següent manera: un 14,2% tenia menys de 18 anys, un 2,7% entre 18 i 24, un 26,1% entre 25 i 44, un 46,8% de 45 a 60 i un 10,2% 65 anys o més.
L'edat mitjana aritmètica era de 48 anys. Per cada 100 dones de 18 o més anys hi havia 91,7 homes.
Cap de les famílies i el 10,5% de la població estaven per davall del llindar de pobresa.

## Poblacions més properes
El següent diagrama mostra les poblacions més properes.